# Kurt Becker
Kurt M. Becker, född 28 september 1928 i Moss, Norge, död 5 december 1992 i Solna, var en svensk professor i reaktorteknologi.

## Biografi
Kurt Becker föddes i Moss i Norge, men familjen flydde till Sverige undan den nazistiska ockupationen av Norge under andra världskriget och vistades i Uppsala 1942–1945. När kriget var slut återvände familjen till Norge, och Becker genomgick civilingenjörsutbildning vid Norges Tekniska Högskola i Trondheim, och avlade därefter PhD-examen vid Massachusetts Institute of Technology (MIT) i USA. 1960 återkom han till Sverige för att arbeta på AB Atomenergi där han var verksam vid värmetekniska laboratoriet inom området tvåfasströmning. 1963 anställdes han som laborator vid Kungliga Tekniska Högskolan (KTH) där han 1967 sökte och senare fick tjänsten som professor i ångteknik, sedermera reaktorteknologi. Han innehade denna tjänst fram till sin död 1992.
Becker kom i synnerhet att engagera sig i undersökningar inom tvåfasströmningsområdet, med tillämpningar inom reaktorteknologi där man bland annat studerar marginalerna mot torrkokning (dry-out) för blandningar av vatten och ånga. Beckers undersökningar gav viktiga bidrag till utvecklingen av detta forskningsområde, som var betydelsefullt för termohydraulisk design av svenska kokvattenreaktorer (BWR). Han var med om att bilda The European Two-Phase Flow Group 1963, och omnämns som "one of the most active member until his death". ETPFG-mötet 2002 samt volym 163 (1996) av Nuclear Engineering and Design dedikerades till professor Beckers minne. 
Becker gjorde även viktiga insatser inom haverihantering, där man kartlägger vilken information som finns tillgänglig för en reaktoroperatör i en störd situation, och vilka beslut om åtgärder som är möjliga att fatta. Han utvecklade bland annat en mätsond - BCCM - Becker Core Cooling Meter - som provats praktiskt bland annat i Barsebäck och som gav en förbättrad information om marginaler mot torrkokning i härden.

## Ångexplosionsfrågan
Becker var en engagerad person som inte tvekade att till exempel delta i den intensiva kärnkraftsdebatten i Sverige under 1970- och 1980-talet. En komplex teknisk fråga som kom att diskuteras såväl bland tekniker som lekmän och politiker var risken för ångexplosioner, som bland annat redovisades i den så kallade "Rasmussen-rapporten" 1975". Ångexplosion är ett fenomen som kan inträffa när en överhettad smälta (tenn, stål, uranoxid) faller ner i vatten och fragmenteras till många små smältdroppar. Genom ett komplicerat termodynamiskt förlopp kan det under vissa förutsättningar uppstå en mycket plötslig energiöverföring från smältdroppar till omgivande vatten, vilket orsakar  en kraftig tryckvåg mot omgivande strukturer. 
I Rasmussen-studien var en ångexplosion inne i reaktortanken det värsta fallet, då den om än med låg sannolikhet ledde till att reaktortanklocket sprängdes loss och skadade inneslutningen med avsevärda utsläpp av radioaktiva ämnen till omgivningen. Ångexplosioner utanför reaktortanken (men i reaktorinneslutningen) ansågs ge mindre bidrag till utsläppsrisken. 
Frågan fick en särskild tyngd efter Harrisburgolyckan i mars 1979, som ledde till att den statliga Reaktorsäkerhetsutredningen tillsattes och avgav sitt betänkande "Säker kärnkraft?" i november 1979 där man inte heller kunde avskriva risken för ångexplosioner. 
Harrisburgolyckan ledde också till att SSI-rapporten "Effektivare Beredskap" togs fram, där man använde detta "värsta fall" från Rasmussen-studien som underlag till beredskapsplaneringen. Detta gav stora redovisade konsekvenser och upprörda reaktioner. Becker hade sin uppfattning klar och hävdade att "Värsta olyckan kan inte hända".
För att reda ut detta tillsatte regeringen 1980 en kommitté för att klargöra hurpass troligt det var att det kan uppstå ångexplosioner av sådan styrka att de kan skada inneslutningen och orsaka stora utsläpp. Ångexplosionskommittén, vars ordförande var professor Ingvar Jung, avgav sitt betänkande i december 1980. Många internationella experter anlitades, och en viss enighet kunde nås om att ångexplosioner i reaktortanken och i inneslutningen visserligen kan förekomma, men att dessa inte har sådan styrka att inneslutningens integritet äventyras. Därför bedömdes det som acceptabelt att inte beakta ångexplosioner och därmed sammanhängande utsläpp vid utformningen av säkerhetssystem och beredskapsåtgärder.  
Fenomenet ångexplosion innehåller fortfarande (2017) många osäkerheter, men 1996 redovisade den amerikanska kärnkraftmyndigheten NRC ett konsensus som bekräftar ångexplosionskommitténs slutsatser - att ångexplosioner inuti reaktortanken som kan skada reaktorinneslutningen bedöms som osannolika.